# John Russell (ator)
John Lawrence Russell (Los Angeles, 3 de janeiro de 1921- Los Angeles, 19 de janeiro de 1991) foi um ator americano de cinema e televisão, mais conhecido por seu papel principal como Marshal Dan Troop na série de televisão de faroeste da ABC Lawman de 1958 a 1962 e seu papel principal como aventureiro internacional Tim Kelly na série de TV sindicada Soldiers of Fortune de 1955 a 1957.

## Vida pregressa
Nascido em Los Angeles, filho do executivo da seguradora John Henry Russell e de sua esposa, Amy Requa, John Lawrence Russell era o mais velho de três filhos. Ele frequentou a Universidade da Califórnia como estudante atleta.
Após o início da Segunda Guerra Mundial, ele se juntou ao Corpo de Fuzileiros Navais dos Estados Unidos, embora tenha sido inicialmente rejeitado por causa de sua altura (1,91 m). Ele foi comissionado como 2º Tenente em 11 de novembro de 1942, sua divisão foi enviada para Guadalcanal, onde serviu como oficial assistente de inteligência. Ele contraiu malária e voltou para casa com alta médica.

## Carreira

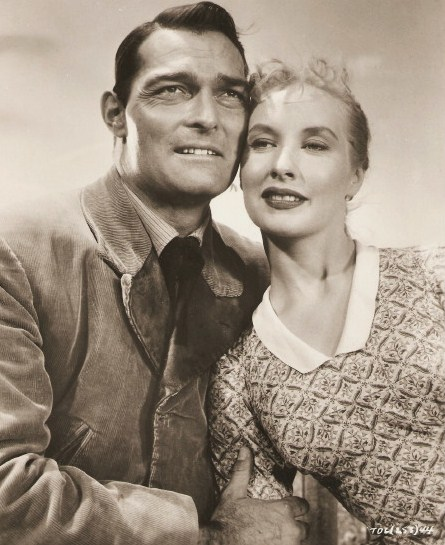
Russell e Penny Edwards em The Dalton Girls (1957)

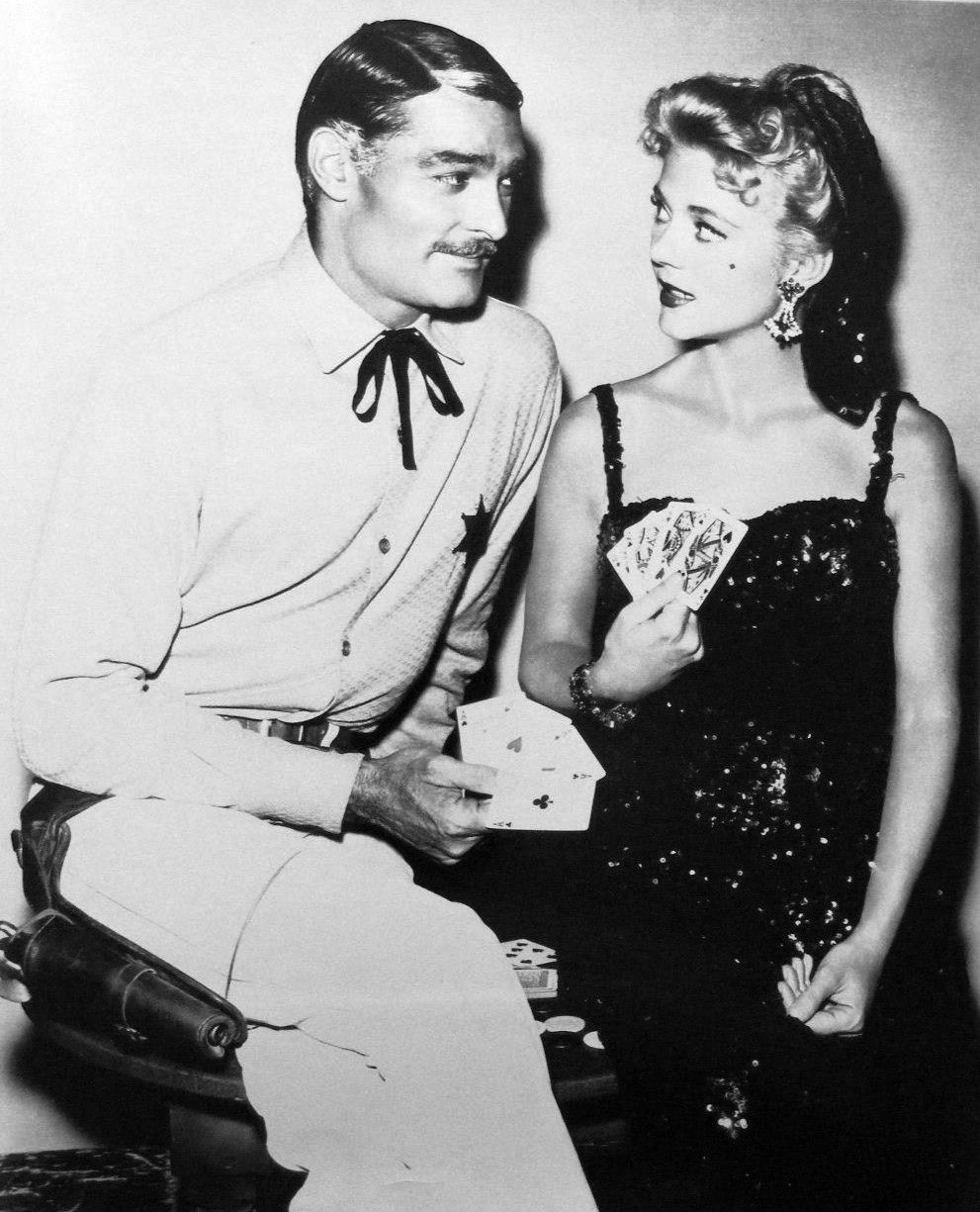
Russell e Peggie Castle em Lawman (1959)

Russell assinou um contrato com a 20th Century Fox em 1945 e fez sua primeira aparição no cinema como guarda em A Royal Scandal. Ele desempenhou vários papéis coadjuvantes enquanto estava na Fox, atuando na comédia de Clifton Webb, Sitting Pretty (1948), bem como um piloto da marinha em Slattery's Hurricane (1949). Ele desempenhou principalmente papéis secundários, muitas vezes em filmes de faroeste, incluindo Yellow Sky de William A. Wellman, de 1948. Mais tarde, porém, ele assinou com a Republic Pictures, onde foi escalado para um papel principal ao lado de Judy Canova em Oklahoma Annie (1952).
Em 1955, apareceu como um magnata agrícola corrupto no filme de exploração de baixo orçamento da Warner Brothers, Untamed Youth. Um ano depois ele voltou para a telinha como o pistoleiro Matt Reardon, no episódio "The Empty Gun" da série de faroeste da ABC/Warners, Cheyenne, estrelado por Clint Walker. Em 1958, Russell apareceu como Saylor Hornbook em Cheyenne no episódio intitulado "Dead to Rights".
Em 1958, Russell foi escalado para seu papel mais conhecido: o impassível e taciturno marechal Dan Troop, o personagem principal de Lawman, uma série de faroeste de sucesso da ABC/Warners que durou quatro anos. Co-estrelando ao lado de Peter Brown, que interpretou o deputado Johnny McKay, e Peggie Castle como a dona do Birdcage Saloon, Lily Merrill, Russell interpretou um oficial de paz da fronteira dos EUA orientando seu compatriota mais jovem. Ao mesmo tempo em que Lawman estreou, Russell interpretou um fora da lei, junto com Edd Byrnes e Rodolfo Hoyos Jr., no episódio de estreia da temporada de 1958 de Sugarfoot, outro faroeste de sucesso da ABC/WB, com Will Hutchins no papel-título.
Russell também apareceu em outros filmes para a Warner Bros., principalmente como um chefe Sioux em Yellowstone Kelly (1959), bem como um rico e corrupto criador de gado, Nathan Burdette, no altamente bem-sucedido Howard Hawks western Rio Bravo (1959), estrelado por John Wayne.
Ao mesmo tempo, Russell estrelou um episódio da série de aventura da NBC, Northwest Passage. Em 1969, Russell apareceu em cinco episódios da série de Robert Wagner, It Takes a Thief.
Ao longo do restante de sua carreira no cinema, ele desempenhou papéis secundários em mais de 20 filmes, incluindo vários faroestes de AC Lyles e três filmes dirigidos por seu amigo Clint Eastwood, principalmente como Marshal Stockburn, o principal vilão do filme Pale Rider de Eastwood de 1985 .
Russell também apareceu na segunda temporada da série de ficção científica infantil da Filmation, Jason of Star Command . Ele interpretou o Comandante Stone, um alienígena de pele azul de Alpha Centauri. Ele substituiu James Doohan, que havia interpretado o comandante na temporada anterior, mas saiu para começar a trabalhar em Star Trek: The Motion Picture (1979).

## Morte
Russell morreu de complicações de enfisema em 1991 e foi enterrado no Cemitério Nacional de Los Angeles, um cemitério do Departamento de Assuntos de Veteranos dos Estados Unidos em Los Angeles. 
Casou-se com Renata Tito em 1943. Eles tiveram três filhos e se divorciaram em 1965. Ele se casou novamente em 1970 com Lavergne Warner Pearson, mas se divorciou no ano seguinte. 

## Filmografia completa

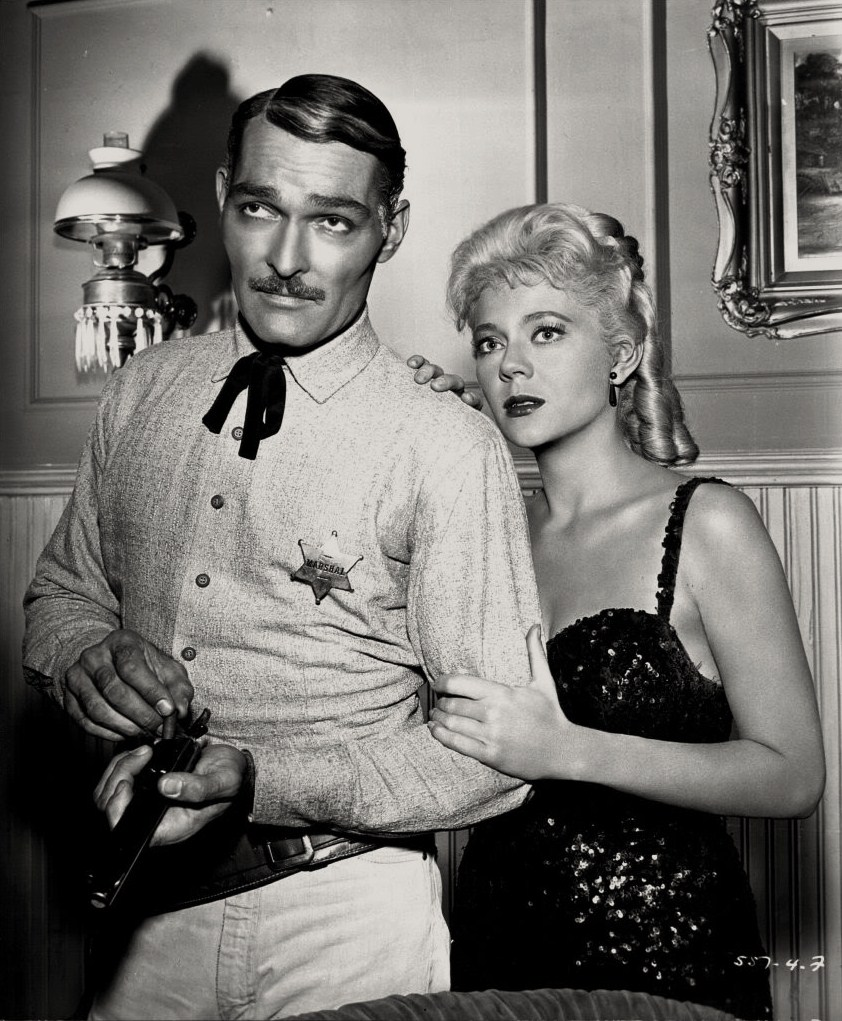
Russell e Castle em Lawman (1962)

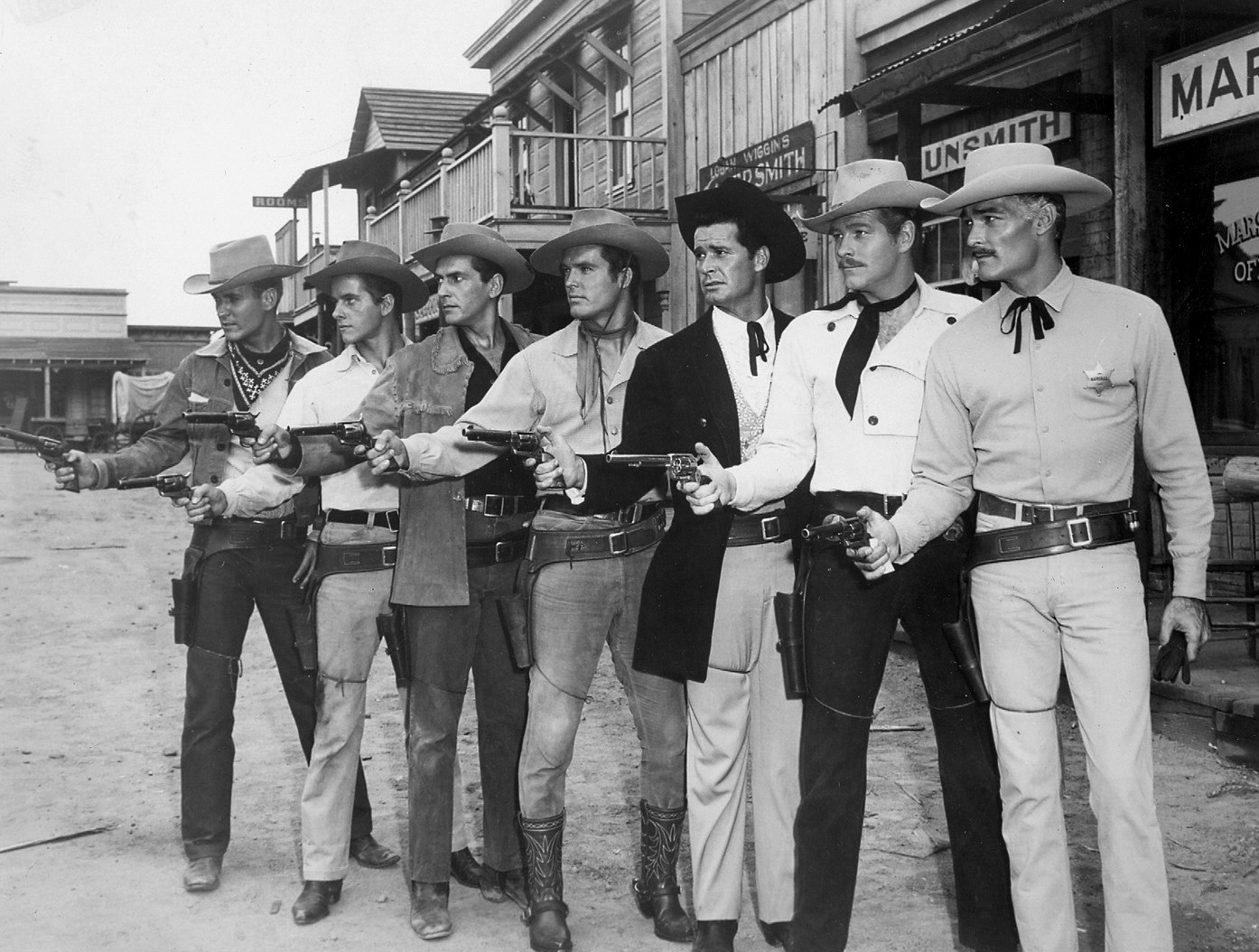
A publicidade ainda com a série de 1959 da Warner Bros. lidera Will Hutchins (Sugarfoot), Peter Brown (Lawman), Jack Kelly (Maverick), Ty Hardin (Bronco), James Garner (Maverick), Wayde Preston (Colt .45) e John Russell (homem da lei)

- A Royal Scandal (1945) – Guard (não creditado)
- A Bell for Adano (1945) – Capt. Anderson (não creditado)
- Within These Walls (1945) – Rogers
- The Dark Corner (1946) – Policeman at Tony's Apartment (não creditado)
- Somewhere in the Night (1946) – Marine Captain (não creditado)
- Three Little Girls in Blue (1946) – Young Man at Party (não creditado)
- Forever Amber (1947) – Black Jack Mallard
- Sitting Pretty (1948) – Bill Philby
- Yellow Sky (1948) – Lengthy
- Slattery's Hurricane (1949) – Lt. 'Hobbie' Hobson
- The Gal Who Took the West (1949) – Grant O'Hara
- The Story of Molly X (1949) – Cash Brady
- Undertow (1949) – Danny Morgan
- Saddle Tramp (1950) – Rocky
- Frenchie (1950) – Lance Cole
- The Fat Man (1951) – Gene Gordon
- Fighting Coast Guard (1951) – Barney Walker
- The Barefoot Mailman (1951) – Theron
- Man in the Saddle (1951) – Hugh Clagg
- Oklahoma Annie (1952) – Dan Fraser
- Hoodlum Empire (1952) – Joe Gray
- The Sun Shines Bright (1953) – Ashby Corwin
- Fair Wind to Java (1953) – Flint
- Jubilee Trail (1954) – Oliver Hale
- Hell's Outpost (1954) – Ben Hodes
- The Last Command (1955) – Lt. Dickinson
- Untamed Youth (1957) – Russ Tropp
- Hell Bound (1957) – Jordan
- The Dalton Girls (1957) – W.T. 'Illinois' Grey
- Fort Massacre (1958) – Pvt. Robert W. Travis
- Rio Bravo (1959) – Nathan Burdette
- Yellowstone Kelly (1959) – Gall
- Daniel Boone (1965) – Amos McAleer
- Apache Uprising (1965) – Vance Buckner
- Hostile Guns (1967) – Aaron Pleasant
- Fort Utah (1967) – Eli Jonas
- Buckskin (1968) – Patch
- Fireball Jungle (1968) – Nero Solitarius
- If He Hollers, Let Him Go! (1968) – Sheriff
- Noon Sunday (1970) – Darmody
- Cannon for Cordoba (1970) – John J. Pershing
- Blood Legacy (1971) – Frank Mantee
- Smoke in the Wind (1975) – Cagle Mondier
- Fugitive Lovers (1975) – Harris Alexander
- The Outlaw Josey Wales (1976) – Bloody Bill Anderson
- Where the Wind Dies (1976)
- Mission to Glory: A True Story (1977) – Capt. Solis
- Uncle Scam (1981) – Art
- Six Tickets to Hell (1981)
- Honkytonk Man (1982) – Jack Wade
- Pale Rider (1985) – Marshal Stockburn
- Under the Gun (1988) – Simon Stone (último papel em filme)